# Тоутоваї довгоногий
Тоутоваї довгоногий (Petroica longipes) — вид горобцеподібних птахів родини тоутоваєвих (Petroicidae). Ендемік Нової Зеландії.

## Таксономія і еволюція
Довгоногого тоутоваї раніше вважали підвидом білолобого тоутоваї (Petroica australis), однак за результатами генетичних досліджень він був підвищений до статусу вида. Дослідження також показали, що Petroica longipes і Petroica australis генетично розділилися приблизно 3 млн років тому.
Довгоногий тоутоваї є одним з чотирьох птахів роду Тоутоваї, що мешкають в Нової Зеландії. Його предки населили острови, мігрувавши з Австралії. Імовірно, хвиль колонізацій були дві: нащадками одної є довгоногий і білолобий тоутовваї, а другої- чатамський і великоголовий тоутоваї.

## Опис
Птах має темно-сіре забарвлення, груди і живіт дещо блідіші, спина поцяткована білими смужками. Самки менші за самців і мають блідіше забарвлення.

## Поширення і екологія
Цей вид птахів є ендеміком Північного острова в Новій Зеландії. Здебільшого він мешкає в центрі острова, однак невеликі реліктові популяції збереглися на півночі і півдні, а також на острівцях у північного узбережжя і на острові Капіті. Заходи зі збереження дозволили відновити популяцію в місцях, де вид раніше вимер, зокрема на півострові Коромандел.
Цей вид птахів мешкає в лісах, що складаються з нотофагусів і подокарпусів.

## Раціон
Довгоногий тоутоваї харчується комахами і іншими безхребетиними, яких шукає на землі, іноді їсть фрукти. Подібно до білолобого тоутоваї, він робить запаси їжі, закопуючи їх в землю.